# Šahovski savez Herceg-Bosne
Šahovski savez Herceg-Bosne je hrvatska društvena organizacija iz Bosne i Hercegovine u koju se udružuju šahovski klubovi i sekcije kao temeljne šahovske organizacije, te općinski i gradski šahovski savezi kao udruženja temeljnih organizacija. Udružene organizacije udružuju se u Šahovski savez radi usklađivanja zajedničkih i posebnih interesa organiziranja, planiranja i unapređivanja šaha. Na skupštinama Saveza predstavnici postupaju sukladno s opće utvrđenom politikom razvoja športa u Hrvatskoj zajednici Herceg-Bosni, vodeći računa o širim društvenim interesima, interesima udruženih organizacija, kao i neophodnosti usaglašavanja i sporazumijevanja. Šahovski savez Herceg-Bosne djeluje na teritoriju Federacije Bosne i Hercegovine pod imenom "Šahovski savez Herceg-Bosne" i skraćeni je naziv ŠS H-B. Sjedište saveza je Mostar, Ul. Kralja Zvonimira 18A. Znak saveza je šahovska ploča crveno bijelih polja i šahovska figura top, plave boje u sredini šahovske ploče. Zastava saveza je plave boje, dimenzija 2x1 metar sa znakom Saveza “Šahovski savez Herceg Bosne”. Iznad znaka piše latinskim jezikom “GENS UNA SUMUS”. Savez se s drugim Herceg-Bosanskim granskim športskim savezima i udruženjima udružuje u Športski savez Herceg-Bosne. Savez se može udružiti u Šahovsku uniju Bosne i Hercegovine i druge oblike organizovanja radi ostvarivanja zajedničkih ciljeva u oblasti šaha, a na temelju Ugovora o udruživanju. Savez se može udružiti u Športski savez Bosne i Hercegovine. Službeno glasilo ŠS H-B je Šahovski vjesnik. Današnji statut donesen je na sjednici 26. kolovoza 2006., čime je prestao važiti prethodni statut Šahovskog saveza Herceg-Bosne usvojen na sjednici Skupštine Šahovskog saveza Herceg-Bosne održanoj 7. ožujka 1998.godine.
Klubovi koji su uključeni u Šahovski savez Herceg-Bosne su:
- 1. 	ŠK "ŠIROKI BRIJEG" Široki Brijeg
- 2. 	ŠK "KISELJAK" Kiseljak
- 3. 	ŠK "NAPREDAK" Zenica
- 4. 	ŠK "VITEZ" Vitez
- 5. 	ŠK "ORAŠJE" Orašje
- 6. 	ŠK "RAMA" Prozor-Rama
- 7. 	HŠK "GRUDE" Grude
- 8. 	ŠK "JAJCE" Jajce
- 9. 	ŠK "BUSOVAČA" Busovača
- 10. 	ŠK "NOVI TRAVNIK" Novi Travnik
- 11. 	HŠK "TOMISLAV" Tomislavgrad
- 12. 	ŠK "SLOGA" Uskoplje
- 13. 	ŠK "KREŠEVO" Kreševo
- 14. 	ŠK "DRVAR" Drvar
- 15. 	HŠK "ZRINJSKI" Mostar
- 16. 	ŠK "ŽEPČE" Žepče
- 17. 	ŠK "USORA" Usora
- 18. 	ŠK "BROTNJO" Čitluk
- 19. 	HŠK "LJUBUŠKI" Ljubuški
- 20. 	ŠK "NAPREDAK" Vareš
- 21. 	HŠK "MOSTAR" Mostar
- 22. 	ŠS "ROĐO" Gromiljak
- 23. 	ŠK "ČAPLJINA" Čapljina
- 24. 	HŠK "DARIO" Livno
- 25. 	ŠK "BOSANSKO GRAHOVO" Bosansko Grahovo
- 26. 	ŠK "DOBRETIĆI" Dobretići
- 27. 	ŠK "FOJNICA" Fojnica
- 28. 	HŠK "KUPRES" Kupres
- 29. 	ŠK "NAPREDAK" Bugojno
- 30. 	ŠK "ODŽAK" Odžak
- 31. 	ŠK "POSUŠJE" Posušje
- 32. 	HŠK "STOLAC" Stolac
- 33. 	HŠK "TROGLAV" Livno
- 34. 	ŠK "VITEZ 2013" Vitez
- 35. 	ŠK "LOVAC" Uskoplje
- 36. 	ŠK "HRASNO-BUSOVAČA" Busovača

Klubovi ovog saveza postigli su uspjehe. Šahovski klub Široki Brijeg ekipni je prvak Bosne i Hercegovine u šahu za 2014. godinu, na 13. Premijer ligi Bosne i Hercegovine u šahu održanoj u organizaciji Šahovske unije Bosne i Hercegovine i Šahovskog saveza Herceg-Bosne od 7. do 14. lipnja 2014. godine u prostorijama hotela „Zenit“ u Neumu.

## Vanjske poveznice
- Službene stranice